# Кермен (город)
Кермен (болг. Кермен) — город в Болгарии. Находится в Сливенской области, входит в общину Сливен. Население составляет 1 727 человек.

## Политическая ситуация
В местном кметстве Кермен, в состав которого входит Кермен, должность кмета (старосты) исполняет Живко Жечев (независимый).
Кмет (мэр) общины Сливен — Стефан Радев (ГЕРБ).